# Jörg Bollin
Jörg Bollin (* 1980) ist ein Dirigent, Blasmusikkomponist und Orchesterleiter aus Baden-Württemberg. Er ist Gründer und Leiter der Blaskapelle Jörg Bollin und das Mährische Feuer.

## Leben
Im Jahre 2001 erhielt er den Herbert-Roth-Preis 2001 im MDR-Fernsehen. Bollin hat 85 Eigenkompositionen geschrieben, die im Eigenverlag erscheinen. Seit 2006 betreibt Bollin zusammen mit seinem Bruder Markus ein eigenes Tonstudio.

## Jörg Bollin und das Mährische Feuer
Das Ensemble mit 14 Musikern hatte mehrere Fernsehauftritte, darunter ein Porträt in der „ZDF-Drehscheibe“. Das Orchester besteht aus Instrumentalsolisten aus dem süddeutschen Raum; das Repertoire stammt überwiegend aus der Feder von Bollin und umfasst böhmisch-mährische Blasmusik, Titel im Big-Band-Sound und klassische Einlagen.

### Diskographie
- Blasmusikfieber, Koch Music, CD, 3. November 2000
- Windrosen, Koch Music, CD, 5. März 2002
- Ein Diamant der Blasmusik, CD, Koch Music, 6. Mai 2003
- Junger Schwung, Tyrolis, CD, 1. März 2004
- Feuer und Eis, CD
- Junger Schwung, MC
- Sternstunden, CD

## Werke (Auszug)
- Blasmusik bringt Glück (Polka)
- Diamanten der Blasmusik (Polka)
- Fanfest-Polka
- Das Mährische Feuer (Polka)
- Feurige Trompete (Solo-Polka)
- Windrosen (Polka)